# Hagenberg im Mühlkreis
Hagenberg im Mühlkreis – gmina targowa w Austrii, w kraju związkowym Górna Austria, w powiecie Freistadt. Liczy ok. 2,7 tys. mieszkańców.